# Шарнірна черепаха жовтоголова
Шарнірна черепаха жовтоголова (Cuora aurocapitata) — вид черепах з роду Шарнірна черепаха родини Азійські прісноводні черепахи.

## Опис
Загальна довжина карапаксу досягає 14—15,6 см. Спостерігається статевий диморфізм: самиці більші за самців і мають дещо опуклий та плаский пластрон. Пластрон складається з 2-х частин, з'єднаних шарнірною зв'язкою, завдяки чому, черепаха може повністю закривати панцир. Карапакс з'єднаний з пластроном еластичною зв'язкою. Череп укорочений. Між пальцями кінцівок є невеликі перетинки.
Карапакс має світло—коричневий або червонувато—коричневий колір. Пластрон жовтого або строкатого коричневого забарвлення. Колір на задній частині голови жовтий, тонка чорна смуга проходить до ока через барабанну перетинку зі спини. Задня частина шия та кінцівки жовтуваті.

## Спосіб життя
Полюбляє гірську місцину, узбережжя водойм. Молоді черепахи повністю водні, на відміну від дорослих. Харчується комахами, ракоподібними, равликами, рибою, водними рослинами та фруктами. Полює як у воді, так й на суходолі.
Парування стимулюється похолоданням на 2 місяці і скороченням світлового дня. Залицяння можливо як на суші, так і у воді. На землі самці заманюють самиць різкими рухами, вибриками тіла. Відкладання яєць відбувається у липні. Яйця білі та подовжені. На рік буває 2 кладки по 1—2 яйця у кожній. Інкубація триває 2 місяці. Черепашенята після вилуплення відразу ж ховаються під водою.

## Розповсюдження
Мешкає в області Наньлін провінції Аньхой (Китай).